# Vita nuova

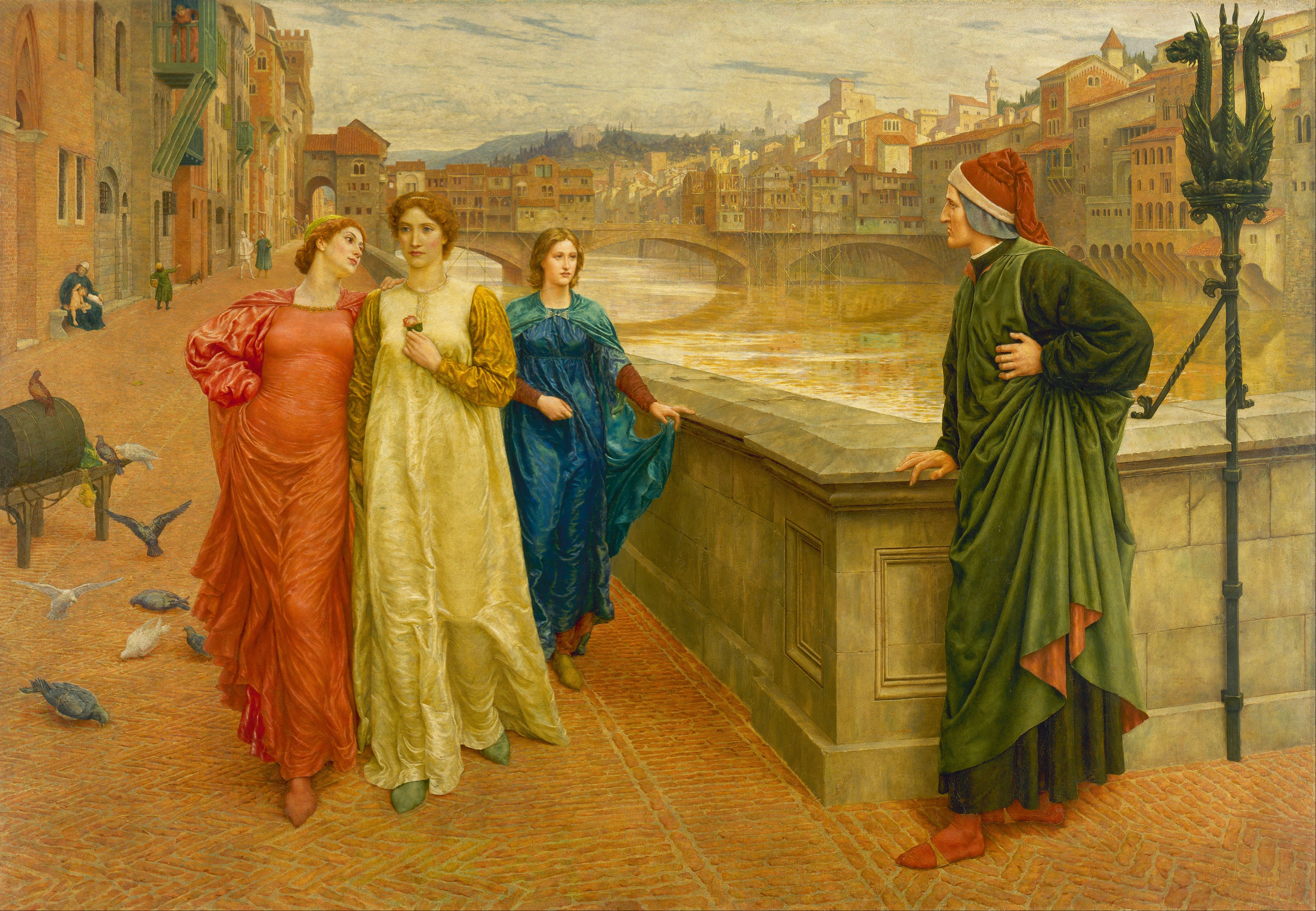
Dante y Beatriz en el puente Santa Trinidad.

La Vita nuova (Vida nueva) es la primera obra conocida de Dante Alighieri, escrita entre 1292 y 1293, poco después de la muerte de su amada Beatriz. Consta de 42 capítulos en los que se alterna poesía y prosa. El sentido del título viene dado por la renovación vital que experimenta el poeta al enamorarse de su amada.

## Tema
La parte en prosa sirve como explicación de los sonetos, escritos según los cánones del dolce stil nuovo, y escogidos entre los que Dante había compuesto desde 1283, en honor de diversas mujeres y de la propia Beatriz. Destacan algunos, como Donne ch'avete intelletto d'amore (capítulo V), o Tanto gentile e tanto onesta pare (capítulo XXVI). Las explicaciones en prosa se escribieron después, con el objeto de dar un marco narrativo a los poemas. 
El tema de la obra es el amor platónico de Dante por su amada Beatriz. La palabra «beatriz» (latín beatrix) significa «beatificadora» o «dadora de bienaventuranza». Unas veces se escribe en la obra con mayúsculas y otra con minúsculas. Es significativo que al comienzo de la obra, hablando de Beatriz, se dice que «la quale fu chiamata da molti Beatrice lí quali non sapevano che sì chiamare» («la cual fue llamada Beatriz por muchos que no sabían que así se llamaba»). El primero en identificar a Beatriz con una mujer real, Beatrice Portinari, fue Boccaccio, en su Trattatello in laude di Dante. 
La exaltación de la mujer que ofrece Dante en esta obra va más allá de lo característico del amor cortés: Beatriz está por encima de las pasiones humanas, y pertenece a la esfera de lo celeste («donna angelicata», o «mujer angelical»). Esta concepción de la mujer ya estaba presente en la obra de otro destacado stilnovista, Guido Guinicelli, cuya influencia en esta obra de Dante es muy grande.

## Argumento
Dante encuentra por primera vez a Beatriz a los nueve años y se enamora de ella en el acto. Vuelve a encontrarla nueve años después, a los dieciocho de edad, y compone un soneto en su honor. Desde ese momento, siente por Beatriz un amor platónico, y su mayor felicidad es ser saludado por ella. Sin embargo, oculta cuidadosamente el amor que tiene por Beatriz cortejando abiertamente a otra dama. Llegado esto a oídos de Beatriz, ella le niega el saludo. Se le aparece el Amor, y en su discurso, que el poeta no comprende, se profetiza la muerte de Beatriz. Dante toma como objetivo de su vida expresar por medio de la poesía su amor por Beatriz. Muere el padre de Beatriz y, poco después, Dante cae gravemente enfermo. Durante su enfermedad tiene una pesadilla que es un presagio de la muerte de Beatriz. Tras la muerte de Beatriz, que se relaciona con el número 9, Dante se cree enamorado de otra dama, pero vence esta falsa pasión, y una visión le muestra a Beatriz, vestida de rojo, en la gloria de los cielos, por lo cual el poeta decide no amar a otra mujer y consagrar su vida al recuerdo de su amada, aunque no escribirá sobre ella hasta que no sea capaz de encontrar la forma adecuada de hacerlo. 

## La estructura
La Vita Nova consta de tres elementos principales:
- rimas, sobre Beatriz y algunas otras mujeres (31 poemas, entre ellos 25 sonetos, tres canciones y una balada)
- explicaciones, en forma de narración, de los hechos que motivaron la composición de dichas rimas
- divisiones o particiones en las que Dante explica el contenido de las rimas.

Estos tres elementos están estrechamente vinculados, por lo que no se pueden separar, ya que se complementan entre sí. Como estructura exterior hay que señalar que tanto en los códigos de los siglos XV y XVI que las primeras ediciones impresas distribuirán, hay división en capítulos. El primero en introducirlo fue Alexander Torres en 1843, distinguiendo 43 párrafos; en los últimos tiempos los párrafos se redujeron a 42, es decir, la primera como un prefacio a la opereta, casi una explicación del título. Más importante que la estructura externa de los apartados (o capítulos), es importante para la estructura y el contenido del curso natural de los acontecimientos y sentimientos que se relatan en el libro.

## Otros temas
Detrás de la historia de amor se da toda una investigación de Dante, que pasa cerca del modelo inicial (el siciliano-toscano, ambos stilnovisti) a una posición completamente nueva en el amor y la poesía. De hecho, en la historia de amor hay tres temas que son también las consecuencias de una investigación literaria y existencial del poeta:
1. Los efectos del amor sobre el amante: en esta primera fase, Dante recupera todo el repertorio cortés, según el cual el amante tiene que esperar una recompensa, que a menudo se ejemplifica en el saludo. Hay influencias cortesanas.
2. Alabar a la mujer se convierte en el objetivo final del amante, de la vida y la poesía. El amor no es solo una pasión mundana; aunque sublimada y refinada, no se limita a suavizar la mente: es un aspecto del amor mencionado por los místicos y los teólogos, la fuerza que mueve el universo entero, que mueve a las criaturas hasta reunirse con Dios (es Itinerarium mentis ad Deum en la tradición mística). Las razones para alabar a la mujer son, por lo tanto, no solo las cualidades intrínsecas (belleza y perfección moral), sino también el sufrimiento que causó en el otro.
3. La muerte de la amada es, por así decirlo, la condición natural de una criatura que de humano y terrenal tiene muy poco, pues es algo que se acerca más a lo celestial. El último soneto, Oltre la spera che più larga gira, es una contemplación única de Beatriz en el Empíreo, es decir, que ya está bendecida y en el cielo.

## Las Visiones
Las visiones de los puntos más importantes de la historia de la Nueva Vida:
1. Dante se enamora,
2. La pérdida del saludo de Beatrice,
3. El deseo de recuperarlo de nuevo,
4. La alegría de obtenerlo de nuevo,
5. La premonición dolorosa de la muerte de Beatriz,
6. El retorno a la adoración de Beatriz después de las distracciones de amor por otras mujeres,
7. La intención de honrar y alabar a Beatriz.

Para representar estos momentos iba a aparecer, de forma espontánea, a un hombre de la Edad Media, el uso de la visión.

## El Número 9
Algunos han argumentado que este uso del número nueve no se corresponde con un estado de hechos, pero Dante intenta dar cuenta de todos estos números, y la explicación más aceptada es que Beatrice es un milagro, cuya raíz Es solo la maravillosa trinidad (cap. XXIX). Dante había observado la presencia de la edad de Beatriz en el momento de la primera reunión (tenía 9 años); había notado la casualidad de encontrarse con ella de nuevo, después de nueve años, y que el nombre de Beatriz viene el noveno lugar en la lista de las sesenta mujeres bellas de Florencia.